# The Triumph of Love over Time
The Triumph of Love over Time, traducido, El triunfo del amor sobre el tiempo es un reloj de esfera giratoria.

## Historia
Fue creado por el taller Lepaute, comandado por Jean-Baptiste Lepaute, con esculturas modeladas por Augustin Pajou entre 1780 y 1790.

## Descripción
Es un reloj de esfera giratoria, lo que quiere decir que la esfera gira mientras la aguja permanece inmóvil. Las figuras, de bronce dorado, representan a Eros, deidad griega del amor, sosteniendo una flecha que sirve de aguja al reloj, mientras a su izquierda se halla su bisabuelo Cronos.